# Guillaume de Viron

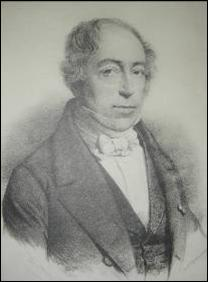
Guillaume de Viron

Baron Guillaume Jean Antoine de Viron (Brussel, 13 september 1791 - Dilbeek, 7 juli 1857) was lid van het Belgisch Nationaal Congres, burgemeester en gouverneur.

## Levensloop
Guillaume de Viron behoorde tot een familie die langs het bekleden van hoge ambten, automatische opname in de adel had bereikt onder het ancien régime. Hij was de zoon van Jean-Bernard de Viron (1764-1834) en Anne Calluy (1764-1811). Jean-Bernard de Viron was advocaat bij de Raad van Brabant en was in 1814 lid van de algemene raad voor het bestuur van de Zuidelijke Nederlanden, opgericht door de geallieerden die de Belgische provincies op Napoleon hadden veroverd. In 1822 verkreeg hij adelserkenning, met de bij eerstgeboorte overdraagbare titel van baron. 
Guillaume de Viron trouwde in 1819 met Cornelie d'Hanens (1791-1833). Ze hadden twee zonen, waarvan een via verschillende van zijn twaalf kinderen voor een talrijk nageslacht zorgde.  
Van 1812 tot 1814 was de Viron burgemeester van Dilbeek en werd in 1814 lid van de departementsraad voor het Dijledepartement. In 1816 werd hij lid van de Provinciale Staten van Zuid-Brabant en lid van de bestendige deputatie.
In oktober 1830 werd hij verkozen tot lid van het Nationaal Congres. Hij nam er geen enkele keer het woord en alleen door zijn deelname aan stemmingen kan zijn aanwezigheid worden vastgesteld. Zo stemde hij voor de onafhankelijkheidsverklaring en voor de eeuwige uitsluiting van de Nassaus. Hij was afwezig bij de stemmingen over het staatshoofd in februari evenals bij die over de aanduiding van een regent. In juni stemde hij met de meerderheid voor Leopold van Saksen-Coburg als nieuw staatshoofd. Hij wordt beschouwd als behoord hebbende tot de groep van conservatieve katholieken.
In 1831 werd hij opnieuw lid van de provincieraad van Brabant en was ook voorzitter van deze vergadering (1836-1839). In juni 1839 werd hij gouverneur ad interim van de provincie en in oktober werd hij definitief in deze functie benoemd, die hij uitoefende tot in 1845. Zijn opvolger was Charles Liedts.

## De Viron en Dilbeek
De familie De Viron had zich in 1775 in Dilbeek gevestigd in het Gravenhuis. In 1804 kocht Jean Bernard de Viron het oud-kasteel van Dilbeek, een 13de-eeuwse waterburcht. Guillaume de Viron woonde er eveneens en gaf in 1851 de opdracht aan architect Jean-Pierre Cluysenaar om nieuwe stallen en een koetshuis te bouwen. Zijn zoon, Theodore de Viron (1823-1882), liet de oude burcht slopen, met uitzondering van de Sint-Alenatoren en Cluysenaar ontwierp het indrukwekkende kasteel de Viron dat sinds 1923 het gemeentehuis van Dilbeek is. Het gebouw is sinds 1990 een beschermd monument.